# AFCS
El AFCS (sistema autónomo de control de vuelo) es el sistema base de control de las futuras aeronaves no tripuladas, que basa su funcionamiento en tres pilares:
-Equipar un piloto automático que controle la navegación
-Enviar y recibir información de telemetría y comandos a/de la estación terrestre
-Controlar los sistemas eléctrico, propulsivo y de presurización de la aeronave.
El sistema debe controlar de forma autónoma la dinámica y administrar los estados de los subsistemas instalados: control de vuelo, eléctrico, presurización, comunicación y misión payload.
Además debe cumplir las siguientes funciones: 
- Aceptar órdenes de la estación terrestre y realizar los comandos en la aeronave.
- Monitorizar los subsistemas y detectar fallos.
- Determinar altitud y posición y proveer de estos datos al piloto automático.
- Seguir el algoritmo guía.
- Poder retornar a casa en caso de emergencia.
Todos los componentes deben interpretar las condiciones físicas del ambiente y funcionar con intervalos amplios de vibraciones, temperatura y humedad.
El hardware está formado por distintos módulos:
-Computadora de control de vuelo: interpreta los datos recogidos por los otros módulos.

-GPS/INS: mide altitud, posición y velocidad. Equipado con un sistema híbrido de navegación (Honeywell H764) que utiliza acelerómetros y GPS.
La información obtenida es enviada a la Computadora de control de vuelo.

-Bomba de datos aire: mide la velocidad y dirección del aire relativa con el eje de la aeronave
a través de una bomba de presión con distintos ángulos de ataque (sistema pitot-static) y
transmisores de la dirección del aire conectados a potenciómetros.
-Servo actuador de control de superficie: conectado a las superficies de control(timón y elevadores izquierdo y derecho) para así reducir el momento de fuerzas y aumentar la fiabilidad.
Conectados también a un servo motor y un servo controlador que convierte la señal final en posición física y retorna el estado dado al servo actuador.

El software controla el hardware y los subsistemas; está creado en lenguaje C de programación. Tiene alrededor de 50 funciones y 15.000 líneas de código basadas en las leyes de control del dirigible.
Para la evaluación del procesador del software de vuelo, " el procedimiento en el sistema de lazo " (PILS) fue usado para verificar su funcionamiento y detectar el error de codificación y algoritmo.
- Datos: Q11481471
- Multimedia: Aircraft flight control systems / Q11481471